# Das Wasser kocht
Das Wasser kocht (alter Kinotitel: Harolds liebe Schwiegermama, Originaltitel: Hot Water) ist eine US-amerikanische Stummfilmkomödie aus dem Jahr 1924 von Fred C. Newmeyer und Sam Taylor mit Harold Lloyd und Jobyna Ralston in den Hauptrollen.

## Handlung
Harold rennt mit seinem Freund durch die Straßen, um rechtzeitig dessen Hochzeit zu erreichen. Der überzeugte Single Harold kann seinen Freund und dessen Absichten nicht verstehen, bis er in die hinreißende Jobyna läuft, in die er sich augenblicklich verliebt. 
In der Folge verläuft der Film in drei Episoden. Zuerst gewinnt Harold bei einer Tombola einen lebenden Truthahn, den er nach Hause bringen will. Seine Fahrt mit der überfüllten Straßenbahn wird zu einem Chaos. Anschließend unternimmt er mit seiner Familie einen Ausflug in seinem brandneuen Auto, der in einer Katastrophe endet. Schließlich hat Harold mit seiner schlafwandelnden Schwiegermutter zu tun. Er glaubt irrtümlich, dass er sie getötet hat. Als sie durch das Haus wandert, glaubt der entsetzte Harold, sie sei ein Geist.

## Produktion

### Hintergrund
Gedreht wurde der Film in Los Angeles sowie in den General-Service-Studios in Hollywood.

### Versionen
1992 wurde eine alternative Version, produziert von den Filmhistorikern Kevin Brownlow und David Gill, veröffentlicht. Die unterlegte Musik stammte von Adrian Johnston.
2002 erschien eine restaurierte Fassung mit Musik von Robert Israel.

## Veröffentlichung
Die Premiere des Films fand am 26. Oktober 1924 statt. Im Deutschen Reich wurde er erstmals 1925 unter dem Titel Harolds liebe Schwiegermama in den Kinos gezeigt. Das Datum der österreichischen Erstaufführung ist nicht bekannt. Hier wurde er als Er und die Schwiegermutter gezeigt. In der Bundesrepublik Deutschland wurde er am 30. März 1980 im deutschen Fernsehen ausgestrahlt.

## Kritiken
Der Filmkritiken-Aggregator Rotten Tomatoes hat in einer Auswertung ein Publikumsergebnis von 74 Prozent positiver Bewertungen ermittelt.
Das Lexikon des internationalen Films schrieb: „Abendfüllende Situationskomik in bester Lloyd-Qualität.“